# Biantes rarensis
Biantes rarensis – gatunek kosarza z podrzędu Laniatores i rodziny Biantidae.

## Występowanie
Gatunek występuje w Nepalu.